# Нова-Ларанжейрас
Нова-Ларанжейрас (порт. Nova Laranjeiras) — муниципалитет в Бразилии, входит в штат Парана. Составная часть мезорегиона Юго-центральная часть штата Парана. Входит в экономико-статистический микрорегион Гуарапуава. Население составляет 10 901 человек на 2006 год. Занимает площадь 1145,485 км². Плотность населения — 9,5 чел./км².

## Статистика
- Валовой внутренний продукт на 2003 год составляет 90 838 618,00 реалов (данные: Бразильский институт географии и статистики).
- Валовой внутренний продукт на душу населения на 2003 год составляет 8062,36 реалов (данные: Бразильский институт географии и статистики).
- Индекс развития человеческого потенциала на 2000 год составляет 0,697 (данные: Программа развития ООН).

## География
Климат местности: субтропический.